# Crina Pintea
Crina Pintea (* 3. April 1990 in Podu Turcului, geborene Crina Ailincăi) ist eine rumänische Handballspielerin.

## Karriere
Crina Pintea begann im Alter von 16 Jahren mit dem Handballspielen. Ab 2010 spielte sie beim rumänischen Erstligisten HC Zalău. Mit Zalău nahm sie in vier Spielzeiten am EHF-Pokal teil. In der Spielzeit 2011/12 erreichte die Kreisläuferin das Finale, das der russische Klub GK Lada Toljatti gewann. Im Oktober 2015 wechselte sie zum deutschen Bundesligisten Thüringer HC. Mit dem THC gewann sie 2016 die deutsche Meisterschaft. Im Sommer 2017 wechselte sie zum französischen Erstligisten Issy Paris Hand, der sich ein Jahr später in Paris 92 umbenannte. Im Dezember 2018 wechselte sie zum ungarischen Verein Győri ETO KC. Mit Győr gewann sie 2019 die ungarische Meisterschaft, den ungarischen Pokal sowie die EHF Champions League. Ab der Saison 2019/20 stand sie beim rumänischen Verein CSM Bukarest unter Vertrag. Mit CSM Bukarest gewann sie 2021 die rumänische Meisterschaft. Im Sommer 2021 kehrte sie zum ungarischen Spitzenverein Győri ETO KC zurück. Mit Győr gewann sie 2022 die ungarische Meisterschaft. Seit der Saison 2022/23 steht sie erneut bei CSM Bukarest unter Vertrag. Mit Bukarest gewann sie 2023, 2024 und 2025 die rumänische Meisterschaft sowie 2023, 2024 und 2025 den rumänischen Pokal.
Crina Pintea bestritt 112 Länderspiele für die rumänische Nationalmannschaft, in denen sie 183 Treffer erzielte. Bei der Weltmeisterschaft 2015 gewann sie die Bronzemedaille. Bei den Olympischen Spielen 2016 in Rio gehörte sie nicht zur Nationalmannschaft, für die Weltmeisterschaft 2017 in Deutschland wurde sie aber wieder berufen. Bei der Europameisterschaft 2018 belegte sie den vierten Platz und wurde zusätzlich in das All-Star-Team gewählt.